# Univision Noticias
Univision Noticias é um canal pago de notícias norte-americano, de língua espanhola. É propriedade da Univision Communications e o seu público-alvo é a comunidade hispano-americano nos Estados Unidos. O canal foi lançado em 2013.

## História
Em maio de 2011, a Univision Communications anunciou três novos canais de televisão paga para fortalecer a sua posição para o mercado latino e diversificar as receitas, incluindo um canal dedicado à notícia e a informação. Os latinos foram a população que mais cresceu nos Estados Unidos, de acordo com o censo 2010, o que levou as empresas de mídia à aumentar a sua presença na televisão em língua espanhola. Adicionalmente, a Univision espera ser beneficiada com o aumento da demanda para programas de notícias em espanhol. De 2010 a 2012, a revista eletrônica da rede Univision Aquí y Ahora aumentou a sua audiência, enquanto os seus colegas de língua inglesa ABC, NBC e CBS perderam metade de seus espectadores.
Entre os primeiros contratados do canal estão o britânico Karl Penhaul, o fotojornalista chileno Carlos Villalon, e a mexicana María Antonieta Collins. Collins retornou à rede Univision como corresponde sênior especial, tendo deixado em 2005. Penhaul voltou à Univision em janeiro de 2012.
A Univision Noticias conseguiu um acordo de transmissão com a Dish Network em janeiro de 2012. Ele passou a ser oferecido na programação do pacote Dish Latino. O canal começou as transmissões em 2013.